# Carlo Grava
Carlo Grava (Revine Lago, 21 luglio 1892 – 10 gennaio 1967) è stato un politico italiano.

## Biografia
Avvocato, fu eletto dalla I alla IV legislatura al Senato con la Democrazia Cristiana. Morì durante lo svolgimento dell'incarico e venne sostituito da Primo Guarnieri.